# Isileli Nakajima
Pour les articles homonymes, voir Nakajima.

a Compétitions nationales et continentales officielles uniquement.

b Matchs officiels uniquement.
Dernière mise à jour le 28 janvier 2023.
Isileli Nakajima Vakauta (中島イシレリ, Nakajima Vakauta Isileli), né le 9 juillet 1989 à Vaiola (Tonga), est un joueur de rugby à XV international japonais d'origine tongienne. Il évolue au poste de pilier depuis 2019, après avoir joué principalement aux postes de deuxième ligne et troisième ligne centre. Il joue avec le club des Kobelco Kobe Steelers en League One depuis 2015.

## Biographie
Isileli Vakauta est né aux Tonga, où il commence à jouer au rugby, et suit ses études au lycée de Liahona High School sur son île natale de Tongatapu. En 2008, un entraîneur japonais de l’université Ryutsu Keizai de Ryūgasaki vient voir jouer son équipe, et lui propose de rejoindre son université. Il est également convoité par l'établissement néo-zélandais du Sacred Heart College, mais il choisit finalement l'université japonaise. Il joue ensuite en championnat japonais universitaire avec le club de son université entre 2008 et 2012.
En 2012, après avoir été diplômé de l'université, il rejoint les NEC Green Rockets en Top League. Au début de sa carrière, il ne joue aucun match en raison d'un surpoids trop important (entre 140 et 150 kg) qui lui cause de nombreuses blessures. Il perd ensuite du poids pour atteindre les 120 kg, ce qui lui permet de faire ses débuts professionnels qu'en 2014, lors de sa troisième saison au club, à l'occasion d'un match contre les Kubota Spears,. 
En avril 2014, il épouse une japonaise et décide d'adopter le nom de sa femme en défi des normes patriarcales de son pays d'origine, et aussi pour monter son attachement à sa femme et son pays d'adoption,. Il se fait alors appeler Isileli Nakajima Vakauta. En août de la même année, il obtient la citoyenneté japonaise. 
En 2015, il rejoint les Kobelco Steelers situé à Kobe, et qui évoluent eux aussi en Top League. Avec les Kobelco Steelers, il remporte le championnat en 2018-2019, après une finale contre les Suntory Sungoliath largement remportée sur le score de 55 à 5. Il effectue alors une saison accomplie, en inscrivant cinq essais en neuf matchs joués au poste de numéro 8.
Il est sélectionné pour la première fois avec l'équipe du Japon en octobre 2018, le cadre de la série de test-matchs de novembre. Il joue son premier match international à l'occasion d'une rencontre non-officielle contre le XV mondial le 26 octobre 2018. Il obtient ensuite sa première sélection officielle le 3 novembre 2018 à l’occasion d’un match contre l'équipe de Nouvelle-Zélande à Tokyo. Remplaçant, il fait son entrée au poste de deuxième ligne, avant d'entrer en tant que troisième ligne centre trois semaines plus tard contre la Russie.
En octobre 2018, il est appelé à dépanner au poste de pilier gauche avec son club et, malgré l'indiscipline due à son inexpérience, réalise une performance convenable. Dans la foulée, il reçoit un appel du sélectionneur Jamie Joseph lui demandant de se reconvertir au poste de pilier, afin d'augmenter ses chances de jouer la Coupe du monde à venir. Il accepte, et aidé se sa force physique naturelle, commence une formation accélérée du poste.
Moins d'un an après sa reconversion, il est sélectionné au poste de pilier gauche dans le groupe japonais sélectionné pour participer à la Coupe du monde 2019 disputée à domicile,. Il dispute les cinq rencontres de son équipe, dont le quart de finale contre l'équipe d'Afrique du Sud. Il est utilisé uniquement comme remplaçant, et se fait remarquer par son activité et sa puissance physique lors de ses entrées en jeu,.
En 2022, il est nommé vice-capitaine de son club, évoluant désormais en League One.

## Palmarès

### En club
- Vainqueur de la Top League en 2018-2019.

### En équipe nationale
- 9 sélections depuis 2018[2].
- 0 point.

- Participation à la Coupe du monde 2019 (5 matchs).